# Лігносульфонатні реагенти
Лігносульфонатні реагенти (рос. лигносульфонатные реагенты, англ. lignosulphonate agents; нім. Lignosulfonatreagenzien n pl) — солі лігносульфонових кислот і їх модифікації, що використовуються переважно для зниження в'язкості мінералізованих бурових розчинів. Лігносульфонатні реагенти — відходи целюлозно-паперового виробництва.
Основні лігносульфонатні реагенти, що застосовуються при бурінні: окиснений і хромзаміщений лігносульфонат (окзил), ферохром-лігносульфонат (ФХЛС), сульфіт-спиртова барда (ССБ), сульфіт-дріжджова бражка (СДБ), конденсована сульфіт-спиртова барда (КССБ). Деякі солі, які містять ферохром, хром, кальцій, натрій, використовуються як універсальні диспергатори, тоді як інші застосовуються вибірково лише для систем, модифікованих кальцієм. У великих кількостях солі ферохрому і хрому застосовують для регулювання водовіддачі та інгібування сланців.